# María José Pérez Moreno
María José Pérez Moreno (Carrión de Calatrava, 12 de junio de 1992) es una deportista española que compite en atletismo, especialista en las carreras de obstáculos y de fondo.
Ganó una medalla de bronce en el Campeonato Europeo de Atletismo en Ruta de 2025, en la prueba de media maratón por equipo. Fue campeona de España de 3000 m obstáculos en 2016.

## Palmarés internacional
| Campeonato Europeo en Ruta | Campeonato Europeo en Ruta | Campeonato Europeo en Ruta | Campeonato Europeo en Ruta |
| Año                        | Lugar                      | Medalla                    | Prueba                     |
| -------------------------- | -------------------------- | -------------------------- | -------------------------- |
| 2025                       | Bruselas/Lovaina (Bélgica) | Medalla de bronce          | Media maratón por equipo   |